# Dvigatel' Revoljucii (metropolitana di Nižnij Novgorod)
Dvigatel' Revoljucii (in russo Двигатель Революции?) è una stazione della Linea Avtozavodskaja, la linea 1 della Metropolitana di Nižnij Novgorod. È stata inaugurata il 20 novembre 1985.